# Бонтемпс, Рон
Рон Бонтемпс (англ. Ronald Yngve Bontemps, 11 августа 1926, Тейлорвилл, Иллинойс — 13 мая 2017, Пеория, Иллинойс) — американский баскетболист, участник летних Олимпийских игр 1952 года в Хельсинки, олимпийский чемпион.

## Биография
В 1944-1946 годах служил в армии США. Играл за команду колледжа Белойт, который окончил в 1951 году. Затем играл за команду Caterpillar Diesels. Бонтемпс никогда не был профессиональным баскетболистом. В течение трёх лет он играл в лиге Ассоциации американских университетов в команде Caterpillar Diesels. В 1951 году он устроился на работу в Caterpillar Tractor Co, где проработал до окончания своей деловой карьеры.